# Blepharotoma heynei
Blepharotoma heynei är en skalbaggsart som beskrevs av Moser 1919. Blepharotoma heynei ingår i släktet Blepharotoma och familjen Melolonthidae. Inga underarter finns listade.